# Corea del Sur en los Juegos Paralímpicos de Arnhem 1980
Corea del Sur estuvo representada en los Juegos Paralímpicos de Arnhem 1980 por doce deportistas masculinos.

## Medallistas
El equipo paralímpico surcoreano obtuvo las siguientes medallas:
| Nombre                   | Deporte       | Evento                                  |
| ------------------------ | ------------- | --------------------------------------- |
| Oro                      |               |                                         |
| Choi Dong-Sik            | Tenis de mesa | Individual 3 masculino                  |
| Kim Yoon-Bae             | Tiro con arco | Distancia avanzada paraplejia masculino |
| Plata                    |               |                                         |
| Choi Tae-Am              | Tenis de mesa | Individual 2 masculino                  |
| Kim Si-Un Uh Jong-Hoe    | Tenis de mesa | Equipo 1C masculino                     |
| Bronce                   |               |                                         |
| Choi Dong-Sik Kim So-Boo | Tenis de mesa | Equipo 4 masculino                      |